# おせっかい (アルバム)
『おせっかい』（Meddle）は、1971年に発表されたピンク・フロイドのアルバム。全英第3位、全米第70位を記録。ピンク・フロイドがアーティストとして一大飛躍を遂げた作品である。
アルバム・タイトル「Meddle」は、「medal」（[médl]メダル：何かを達成したときに得られるもの）と同音語「meddle」（[médl]:干渉・邪魔するもの）の「語呂合わせ」を意図したもの。
アルバム・ジャケットは、耳の写真と波紋の写真を重ねて焼いたものであり、ヒプノシスによるデザインである。

## 概要
シド・バレット脱退後のピンク・フロイドが、本作ではじめてバンドのみの手によるオリジナル作品を作り上げた。（バレット脱退後のフロイドが最初にリリースしたアルバムは映画のサウンド・トラックであり（『モア』）、『ウマグマ』はライブとバンド・メンバーのソロ作品、『原子心母』はロン・ギーシンの助けを借りた作品）。ニック・メイスンは『エコーズ』ではじめてピンク・フロイドがスタートしたと言っている。
オープニングを飾るインストゥルメンタルの楽曲「吹けよ風、呼べよ嵐」は、冒頭から風の音が20数秒流れた後に、ロジャー・ウォーターズ(左チャンネル)とデイヴィッド・ギルモア(右チャンネル)により奏でられ不気味に鳴り響く、二重のベース・ラインが印象的な楽曲。途中で聴かれる叫び声「One of these days, I'm going to cut you into little pieces（いつの日か、お前を細切れにしてやる）」はニック・メイスンの声である。人気プロレスラーのアブドーラ・ザ・ブッチャーの入場テーマ曲に使用され、日本ではシングル・カットもされた。
その他には、ロジャーズ&ハマースタインの「You'll Never Walk Alone」を取り入れた「フィアレス」や、フロイドにしては珍しいジャズ・テイストの「サン・トロペ」といった楽曲が続く。「シーマスのブルース」は、スティーヴ・マリオットの飼い犬シーマスの鳴き声をフィーチャーしたユーモア溢れる実験作。
そして、本作の最大の目玉は、アナログLPではB面の全てを占める最終トラック「エコーズ」である。「原子心母」と並ぶピンク・フロイドの23分30秒近い大作で、ファンから最も人気の高い楽曲でもある。メンバー4人の持ち味が見事に溶け合った初期フロイドの傑作で、2001年に発売されたベスト・アルバムのタイトルにも選ばれた。

## エピソード
- アルバムは、アメリカではまずまずの評価を受けたが、イギリスでの評価は芳しくなかった。ロジャー・ウォーターズはこのことに憤りかつショックを受けた。
- ウォーターズは『おせっかい』のレコーディングセッションの終盤で、ある詞を書き下ろす。そのタイトルが「Dark side of the moon」である。ウォーターズによればこれはシド・バレットについてより深く触れたものという。
- ジャケットのデザインとアルバムタイトルは、1971年8月の来日時の滞在ホテルで、バンドのメンバーがブレインストーミングを行い決定した。しかし、ジャケットのデザインは、バンドとヒプノシス双方ともにその出来に満足していない。

## 収録曲
| #  | タイトル                                      | 作詞 | 作曲・編曲 |
| -- | --------------------------------------------- | ---- | ---------- |
| 1. | 「吹けよ風、呼べよ嵐」(One Of These Days)     |      |            |
| 2. | 「ピロウ・オブ・ウインズ」(A Pillow Of Winds) |      |            |
| 3. | 「フィアレス」(Fearless)                      |      |            |
| 4. | 「サン・トロペ」(San Tropez)                  |      |            |
| 5. | 「シーマスのブルース」(Seamus)                |      |            |
| 6. | 「エコーズ」('Echoes)                         |      |            |